# Kriegerdenkmal Heinrichsberg

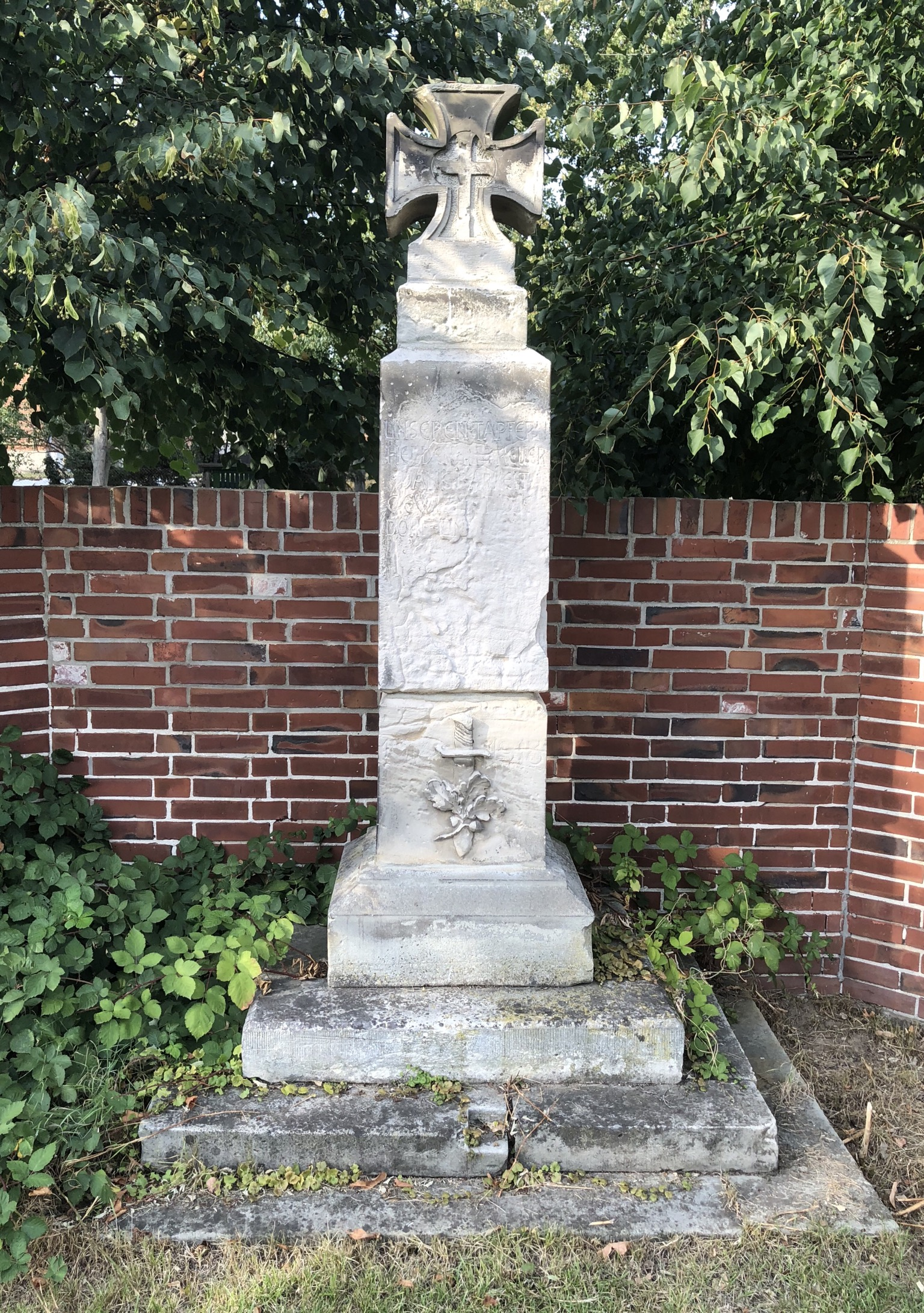
Kriegerdenkmal Loitsche

Das Kriegerdenkmal Heinrichsberg ist ein denkmalgeschütztes Kriegerdenkmal im zur Gemeinde Loitsche-Heinrichsberg gehörenden Dorf Heinrichsberg in Sachsen-Anhalt.

## Lage
Es liegt nördlich der Elbstraße, östlich der Einmündung der Loitscher Straße.

## Gestaltung und Geschichte
Das Denkmal entstand um 1920 zum Gedenken an die Gefallenen Einwohner Heinrichsbergs im Ersten Weltkrieg. Es ist als Stele aus Sandstein ausgeführt und wird von einem ebenfalls aus Stein gefertigten Eisernem Kreuz bekrönt. Gestalterisch weist es Formen des Expressionismus auf.
Die Stele steht in einer an eine Apsis erinnernde Nische einer Backsteinmauer, die durch auskragende Ziegelsteinlagen gegliedert ist.
An der Stele befinden sich, zum Teil nur noch schwer oder nicht mehr lesbar, die nachfolgenden Inschriften:
Auf der nach Süden ausgerichteten Frontseite befindet sich die Widmung:
Unseren tapfern

Helden in treuer

Dankbarkeit

gewidmet, die

Dorf- und Guts-

Gemeinde

Heinrichsberg 1914-1918
Auf der Westseite befinden sich Angaben zu den Gefallenen:
Hermann Günther•

gefl•28•10•1914•i•Flandern•

Wilhelm Nowack•

gefl•29•8•1915•i•Russland•

Otto•Arndt•

gefl•29•7•1916•i•Russland•

Otto Sandmann•

gefl•23•6•1916•i•Frankreich•

Otto Schmidt•

gefl•18•1•1917•i•Rumänien•

Heinrich Hübner•

gefl•10•2•1917•i•Rumänien•

Weitere Namen der 1917 und 1918 Gefallenen befinden sich auf der Westseite, sind jedoch kaum noch lesbar (Stand 2019):
Otto Theue•

gefl• ? •i•Frankreich

Fritz Schulle•

gefl• ? •i•Frankreich•

 ? • ? pe•

gefl• ? •i•Frankreich•

 ? Voigt•

gefl• ? •i•Frankreich•

 ? •

gefl• ? •i• ? •

Im örtlichen Denkmalverzeichnis ist das Kriegerdenkmal unter der Erfassungsnummer 094 70354 als Baudenkmal eingetragen.